# Christian Braem
Christian Braem (født 6. april 1683 på Giesegård, død 19. august 1752 i Viborg) var præsident i København.
Braem var en søn af overkrigskommissær Gothard Braem (1649-1702), blev 1712 landsdommer i Nørrejylland, 1720 justitsråd, 1726 etatsråd og justitiarius i Højesteret, adledes 1731, blev 1736 præsident i København, 1737 kommitteret i Indkvarteringskommissionen og medlem af Sundhedskommissionen, 1743 konferensråd, entledigedes på grund af svækket helbred 1747 "i høj kongl. Naade" og døde 19. august 1752 i Viborg.
Ifølge S. Vedel, Højesterets Historie, s. 217 ff., viste han sig i sin stilling som justitiarius som en meget energisk mand, der ikke tålte noget brud på disciplinen fra assessorernes side; desuden hævdede han med frimodighed den principielle nødvendighed af højesteretsdommenes uantastelighed over for den enevældige konges magtfuldkommenhed.
Han var 3 gange gift, 1. gang (28. oktober 1707) med Edel Elisabeth Gyldensparre, død 1717; 2. gang (1723) med Charlotte Amalie Span, der var enke efter justitsråd Hans August Pagelsen og døde 1729; 3. gang (18. juli 1749) med Caspare Hermine Witt (12. december 1723 – 9. januar i Aalborg). Hans anden hustru bragte ham herregården Nørtorp ved Thisted, som han imidlertid afhændede 1749.
Han er begravet i Asmild Kirke. Han var fader til Gothard Albert Braem.